# Cinachyrella tenuiviolacea
Cinachyrella tenuiviolacea är en svampdjursart som först beskrevs av Gustavo Pulitzer-Finali 1982.  Cinachyrella tenuiviolacea ingår i släktet Cinachyrella och familjen Tetillidae. Inga underarter finns listade i Catalogue of Life.